# Friedrich Ludwig Breuer
Friedrich Ludwig Breuer (* 28. Februar 1786 in Dresden; † 31. Dezember 1833 ebenda) war ein deutscher Diplomat, Dichter und Übersetzer.

## Leben
Als Geheimer Kabinettsrat war er in der sächsischen Landesverwaltung ab 1822 im Departement der Auswärtigen Angelegenheiten tätig. Sein politischer Nachlass befindet sich heute im Hauptstaatsarchiv Dresden.
Breuer gehörte dem Dresdner Liederkreis an.

## Schriften
- Ein Wort über die Zukunft Sachsens. 1814.
- Zuruf an Sachsens Patrioten. 1814.
- Wie wurden wir, was wir sind? 1815.
- Exposé de la marche politique du roi de Saxe. Leipzig, 1815.
- Britische Dichterproben. 3 Bände. Leipzig 1819–1827.